# Lecatte-Folleville
Pour les articles homonymes, voir Folleville.
Gilles-Jean-Benoît Lecatte, dit Folleville (Paris, 14 mai 1765 - Bruxelles, 9 août 1840), est un acteur français qui fit l'essentiel de sa carrière à Bruxelles.
Fils du pelletier de Louis XVI, il s'engage dans la marine royale et part en Amérique. À son retour il s'établit à Nantes, où il commence à jouer, puis il va à Rouen, Bordeaux et Amsterdam.
Acteur à Liège en 1789, puis au Théâtre de Monsieur en 1790-1791, il arrive à Bruxelles en 1802. Au Théâtre de la Monnaie il remplit les rôles de rois, pères nobles et financiers jusqu'en 1838.
Il dirige ce théâtre de 1811 à 1815.